# Esteglal Ahvaz
Esteglal (perz. استقلال) je iranski nogometni klub iz Ahvaza u pokrajini Huzestan.
Osnovan je 1948. godine i glavno igralište mu je Stadion Tahti koji prima 30.000 gledatelja.
Najveći prvenstveni uspjeh mu je 2. mjesto ostvareno u sezoni 2006./07., a od 2010. godine sudjeluje u iranskoj trećoj nogometnoj ligi.
U sezoni 2004./05. ahvaški Esteglal vodio je hrvatski trener Luka Bonačić.

## Vanjske poveznice
- (perz.) Službene klupske stranice  Arhivirana inačica izvorne stranice od 13. lipnja 2013. (Wayback Machine)
- (engl.) Perzijska nogometna liga
- (engl.) Statistike iranske profesionalne lige